# Lételon
Lételon – miejscowość i gmina we Francji, w regionie Owernia-Rodan-Alpy, w departamencie Allier.

## Demografia
Według danych na rok 1990 gminę zamieszkiwały 143 osoby, a gęstość zaludnienia wynosiła 22 osoby/km². W styczniu 2015 r. Lételon zamieszkiwało 119 osób, przy gęstości zaludnienia wynoszącej 18,7 osób/km².